# Stefan Franciszek Medeksza
Stefan Franciszek Medeksza z Proszcza herbu Medeksza (Lis odmienny) (ur. ok. 1629, zm. 25 czerwca 1692) – sędzia ziemski kowieński w latach 1690–1692, podsędek kowieński w latach 1677–1690, podstarości kowieński w latach 1674–1677, podczaszy żmudzki już w 1673 roku, pisarz grodzki kowieński w latach 1666–1674, dworzanin pokojowy Jego Królewskiej Mości, podskarbi Trybunału Głównego Wielkiego Księstwa Litewskiego w 1664 roku, sekretarz królewski, dyplomata, pamiętnikarz i mówca.

## Życiorys
Urodził się ok. roku 1629, w rodzinie osiadłej na Żmudzi jak syn Marka z Prószcza. Za młodu służył w wojsku. W roku 1652 przebywał na dworze Janusza Radziwiłła, następnie w służbie u Wincentego Gosiewskiego, hetmana polnego litewskiego, a nieco później u Krzysztofa Paca, kanclerza wielkiego litewskiego. Uczestniczył w wielu ważnych wydarzeniach politycznych i akcjach dyplomatycznych. W latach 1655, 1657–1658 i 1662 odbywał legacje do Moskwy. Od roku 1660 był deputatem trybunalskim, następnie pisarzem grodzkim kowieńskim i przez pewien czas (1661) sekretarzem Jana Kazimierza. Po jego abdykacji (16 września 1668) posłował na konwokację i elekcję Michała Wiśniowieckiego, z którego polecenia witał na Śląsku przybywającą do Polski arcyksiężniczkę Eleonorę. Był członkiem konfederacji generalnej zawiązanej 5 listopada 1668 roku na sejmie konwokacyjnym. Był elektorem Jana III Sobieskiego z powiatu kowieńskiego w 1674 roku. W roku 1676 został podczaszym żmudzkim. Poseł sejmiku kowieńskiego na sejm zwyczajny 1677 roku. W latach 1676, 1681, 1685 i 1688 był posłem na kolejne sejmy. Prawdopodobnie w końcu marcu roku 1690 został sędzią ziemskim kowieńskim. Najczęściej przebywał w majątku rodzinnym Zejny pod Wilnem. Zmarł 25 czerwca 1692.

## Funkcje Publiczne

### Urzędy Szlacheckie
- Pisarz grodzki kowieński 1666–1674
- Podstarości kowieński 1674–1676
- Podczaszy żmudzki 1676–1678
- Podsędek kowieński 1678–1690
- Sędzia ziemski kowieński[8]

### Poseł na Sejm
- sejm 1662 roku z sejmiku kowieńskiego[9].
- 1668 (Sejm nadzwyczajny) – z powiatu kowieńskiego
- 1668 (Sejm konwokacyjny) – z powiatu kowieńskiego
- 1669 (Sejm elekcyjny) – z powiatu kowieńskiego
- 1670 (Sejm zwyczajny) – z powiatu kowieńskiego
- 1676 (Sejm koronacyjny) – z powiatu kowieńskiego
- 1681 (Sejm zwyczajny) – z powiatu kowieńskiego
- 1685 (Sejm zwyczajny) – z powiatu kowieńskiego
- 1688 (Sejm zwyczajny) – z powiatu kowieńskiego

### Deputat naTrybunał Główny Wielkiego Księstwa Litewskiego
- 1664 – z powiatu kowieńskiego
- 1667 – z powiatu kowieńskiego
- 1682 – z powiatu kowieńskiego

## Twórczość

### Ważniejsze utwory
- Księga pamiętnicza wydarzeń zaszłych na Litwie 1654–1668 (zawiera m.in.: autobiografię autora od 1654 do 1690; sprawozdania z poselstw; materiały związane ze zdarzeniami ważnymi dla autora), wyd. A. Seredyński Scriptores Rerum Polonicarum, t. 3 (1875)[10]
- Mowy w różnych okazjach z 1658–1668, wyd. A. Seredyński Scriptores Rerum Polonicarum, t. 3 (1875)

### Listy i materiały
- Listy z lat 1657–1661 (m.in. do i od: W. Gosiewskiego, Jana Kazimierza, K. Paca), wyd. A. Seredyński Scriptores Rerum Polonicarum, t. 3 (1875)
- Materiały (dokumenty, instrukcje, pisma polityczne itp.), związane z działalnością polityczną i dyplomatyczną S. F. Medekszy, wyd. A. Seredyński Scriptores Rerum Polonicarum, t. 3 (1875)

### Utwory o autorstwie niepewnym
- Transakcja Komisji Wileńskiej roku 1658, z rękopisu S. F. Medekszy, wyd. A. Seredyński Scriptores Rerum Polonicarum, t. 3 (1875), s. 176–180 (wierszowany dialog polityczny)
- Korekta niewstydliwego paszkwilu, powst. po 20 listopada 1662, z rękopisu S. F. Medekszy, wyd. A. Seredyński Scriptores Rerum Polonicarum, t. 3 (1875), s. 324–327; przedr. J. Nowak-Dłużewski Poezja Związku Święconego i rokoszu Lubomirskiego, Wrocław 1953 (wierszowana replika na Nagrobek Gosiewskiego)
- Glossa na Nagrobek przez paszkwilnika napisany, wyd.: z rękopisu S. F. Medekszy, wyd. A. Seredyński Scriptores Rerum Polonicarum, t. 3 (1875), s. 327–330; przedr. J. Nowak-Dłużewski Poezja Związku Święconego i rokoszu Lubomirskiego, Wrocław 1953
- Inne rękopisy i glossy wymienia J. Nowak-Dłużewski Poezja Związku Święconego i rokoszu Lubomirskiego, Wrocław 1953, s. 67